# Якоб Роггевен
Якоб Роггевен (нід. Jacob Roggeveen, 1 лютого 1659, Мідделбург — 31 січня 1729) — нідерландський мореплавець, найбільш відомий тим, що відкрив Острів Пасхи.
Відомо, що в 1716 або 1717 році Роггевен поступив на службу у Вест-Індську компанію.
У 1721 році отримав завдання від Вест-Індської компанії дослідити Тихий океан на заході від Чилі, оскільки передбачалося, що там знаходиться велика земля. 5 квітня 1722 року вранці в Великодню неділю відкрив острів. Традиції того часу припускали називати нові землі на честь релігійного свята в день їх відкриття. Так на карті з'явився Острів Пасхи.
В 1721—1722 роках Роггевен також відкрив кілька великих атолів в архіпелазі Туамоту, а також острови Мануа, Тутуіла і Уполу в архіпелазі Самоа. У 1723 році повернувся до Нідерландів. При поверненні до Європи він попутно обстежив Фолклендські острови, пройшовши протокою Лемера, що розділяє острови Вогняна Земля і Естадос.
Роггевен один з перших потрапив до сучасного Південного океану, перейшовши в Тихоокеанському секторі відмітку 60° південної широти.